# Tinea nigra
La tinea nigra è una micosi superficiale causata dal fungo Hortaea werneckii.

## Morfologia
H. werneckii è una muffa dematiacea (nera) con ife settate e ramificate larghe 1-3 µm che presenta caratteristici anelloconidi; al microscopio sono di frequente riscontro cellule gemmanti. La tinea nigra si presenta sotto forma di macchie di grandezza variabile, irregolari, spesso isolate, color marrone o nero, collocate sui palmi delle mani o sulle piante dei piedi. La tinea nigra è asintomatica, non contagiosa, non genera reazione immunitaria da parte dell'ospite né invade gli strati sottostanti a quello corneo dell'epidermide, informazioni facilmente reperibili attraverso l'analisi al microscopio ottico delle squame epidermiche prelevate dalla macchia e utili per escludere del tutto la possibilità di un melanoma.

## Epidemiologia
La tinea nigra è diffusa in particolare nelle zone tropicali e subtropicali di America Centrale e Meridionale, Africa e Asia. Si contrae per inoculazione traumatica di H. werneckii. I soggetti che sembrano essere più esposti sono i bambini, gli adolescenti e i giovani adulti, le femmine presentano una maggiore incidenza dei maschi.

## Diagnosi
La tinea nigra è facilmente diagnosticabile con un esame al microscopio ottico di squame epidermiche prelevate dalla macula colorate con ematossilina-eosina. Si notano le cellule cilindriche del lievito H. werneckii confinate allo strato corneo dell'epidermide, molte di esse sono in attiva gemmazione o sono bicellulari. È possibile coltivare il fungo su un apposito terreno con aggiunta di antibiotici. Le colonie compaiono dopo circa 2-3 settimane.

## Trattamento
La tinea nigra viene generalmente curata con creme contenenti terbinafina o azoli.